# ذلب نيلي
ذلب نيلي (الاسم العلمي:Sansevieria nilotica) هو نوع من النباتات يتبع جنس الذلب من الفصيلة الهليونية.